# Daiki Shigeoka
Daiki Shigeoka (重岡 大毅, Shigeoka Daiki), né le 26 août 1992, est un chanteur et acteur japonais.

## Filmographie

### Cinéma
- 2012 : Ryō Fest!: Saigo no nanafushigi : Shinnosuke Date[1]
- 2013 : Kansai Johnnys Jr. no Kyōto uzumasa kōshinkyoku! : Masato Mimura[1]
- 2013 : Gekijō-ban Bad Boys J : Keita Onozawa[1]
- 2014 : Shinobu Johnny Sanjo! Mirai e no tatakai : West Ninja / Kazaha[1]
- 2016 : The Magnificent Nine (en) : Otoemon Kokudaya[1]
- 2016 : Oboreru Knife : Katsutoshi Ōtomo[1]

### Télévision
| Année | Titre                           | Rôle              | Chaîne  | Notes                                  | Ref.  |
| ----- | ------------------------------- | ----------------- | ------- | -------------------------------------- | ----- |
| 2008  | Dramatic-J                      | Tsuyoshi Murakami | KTV     | Episode: "Bokura wa Hanabi o Ageru..." |       |
| 2009  | Samurai Tenkōsei                | Tsuyoshi Shimura  | KTV     | Television film                        |       |
| 2009  | Dramada-J                       | Ryōta Sawamura    | KTV     | Episode: "Itsuka no Yūjō-bu, Natsu"    |       |
| 2010  | Daremo Shiranai J Gakuen        | Jōji Yamakawa     | KTV     | Episode: "Renjishi no Mai"             |       |
| 2012  | Tsubasa yo! Are ga Koi no Hi da | Junpei Katō       | KTV     | Television film                        |       |
| 2014  | Shark: 2nd Season               | Saku Irie         | NTV     | 11 episodes                            | [ 2 ] |
| 2014  | Gomen ne Seishun! (en)          | Yuzuru Ebisawa    | TBS     | 10 episodes                            | [ 3 ] |
| 2017  | Blazing Transfer Student (en)   | Kakeru Shigeoka   | Netflix | 8 episodes                             | [ 4 ] |
| 2018  | Switched                        | Shunpei Kaga      | Netflix | 6 episodes                             | [ 5 ] |